# Peggy Kuznik

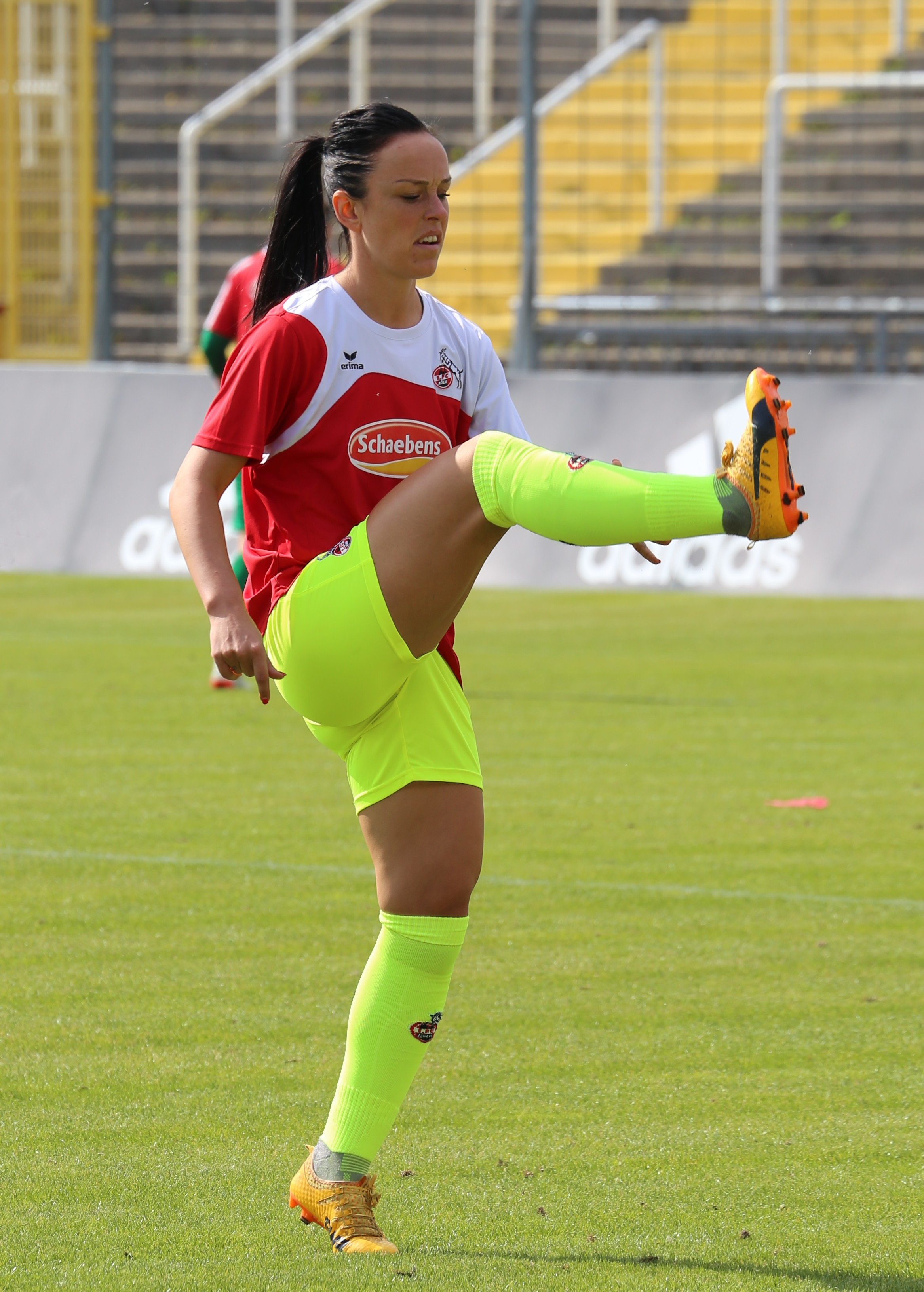
Nietgen während des Aufwärmprogramms im September 2017 vor dem Bundesligaspiel gegen den FC Bayern München

Peggy Kuznik (* 12. August 1986 in Finsterwalde, zeitweilig verheiratete Nietgen) ist eine ehemalige deutsche Fußballspielerin.

## Werdegang
Peggy Kuznik wuchs in Tröbitz im südlichen Brandenburg auf und begann mit fünf Jahren beim SV Blau-Weiss Tröbitz mit dem Fußballspielen. Nach erfolgreicher Sichtung wechselte sie 2000 zur Sportschule in Potsdam und spielte fortan für den 1. FFC Turbine Potsdam. Im September 2000 debütierte sie in der U-17-Nationalmannschaft. Das Jahr 2004 war das bisher erfolgreichste Jahr ihrer Karriere. Zunächst wurde sie mit Turbine Potsdam Meisterin und Pokalsiegerin, dann wurde sie mit der U-19-Nationalmannschaft Weltmeisterin in Thailand. Ein Jahr später wurde sie mit Turbine Potsdam Siegerin im UEFA-Cup. 2006 wurde sie erneut Meisterin und Pokalsiegerin. Am 27. November 2007 löste sie ihren Vertrag in Potsdam auf. Sie wechselte daraufhin zum Zweitligisten 1. FC Lokomotive Leipzig und am 28. Mai 2009 unterschrieb sie beim SC 07 Bad Neuenahr. Zur Saison 2013/14 erhielt Kuznik einen Zweijahresvertrag beim deutschen Meister VfL Wolfsburg. Am 15. August 2013 löste die Abwehr- und Mittelfeldspielerin ihren Zweijahresvertrag mit dem Bundesligisten VfL Wolfsburg wieder auf. Nach der Vertragsauflösung in Wolfsburg schloss sie sich am 23. August 2013 dem 1. FFC Frankfurt an, wo zu dieser Zeit ihr ehemaliger Trainer Colin Bell engagiert war. Am 16. Mai 2017 kündigte Frankfurt an, Kuzniks Vertrag nicht über Juni 2017 hinaus zu verlängern. Sie unterschrieb mit ihrer Frankfurter Vereinskollegin Anne-Kathrine Kremer, am 29. Juni 2017 beim Bundesliga-Aufsteiger 1. FC Köln. Sie avancierte im Verein zur Spielführerin und verlängerte 2021 nochmals um ein Jahr. Kuznik war unter den aktiven Bundesligaspielerinnen diejenige, mit den meisten Spielen und insgesamt diejenige mit den fünftmeisten. 2022 beendete sie ihre Karriere.

## Erfolge
- U19-Weltmeister 2004
- Champions-League-Sieger 2015
- UEFA-Cup-Sieger 2005
- Deutscher Meister 2004, 2006
- DFB-Pokal-Sieger 2004, 2005, 2006, 2014

## Privat
Peggy Kuznik absolvierte eine Ausbildung zur Bürokauffrau, und war von 2016 bis 2020 mit Dominik Nietgen, Fußballspieler des SV Blau Gelb Dernau, verheiratet. Die Saison 2021/22, ihre letzte, spielte sie wieder unter ihrem Geburtsnamen Kuznik. Sie hat eine jüngere Schwester.